# محمد کورت (بازیکن فوتبال)
محمد کورت (انگلیسی: Mehmet Kurt؛ زادهٔ ۹ ژانویهٔ ۱۹۹۶) بازیکن فوتبال اهل آلمان است.